# 牛山岛
25°25′48″N 119°56′18″E / 25.43000°N 119.93833°E
牛山岛是中華人民共和國福建省沿海的一座島嶼，隶属于福州市平潭县。

## 概要
這座島是中国领海基点之一。也是中国大陆距离台湾本岛最近的岛屿。
島上設有牛山岛灯塔，始建于同治十二年三月十四日（1873年4月10日）。民国34年（1945年）为防日军登陆而炸毁。抗日战争胜利后，临时配置375毫米电闪灯。1982年12月20日在牛山岛建临时灯桩。1987年10月20日正式建牛山岛灯塔。塔身系八角八拱条石混凝土双层结构，环形回廊拱托，塔高24米，采用PRB—21密封式光束旋转灯，射程27海里。
1945年4月1日，日本阿波丸客货轮在從新加坡返回日本途中，於牛山岛海域被编号为SS393的美军潜水艇“皇后鱼”号击沉，造成全船兩千多人罹難，僅一人生還，史称“阿波丸事件”。